# Lothar Trolle

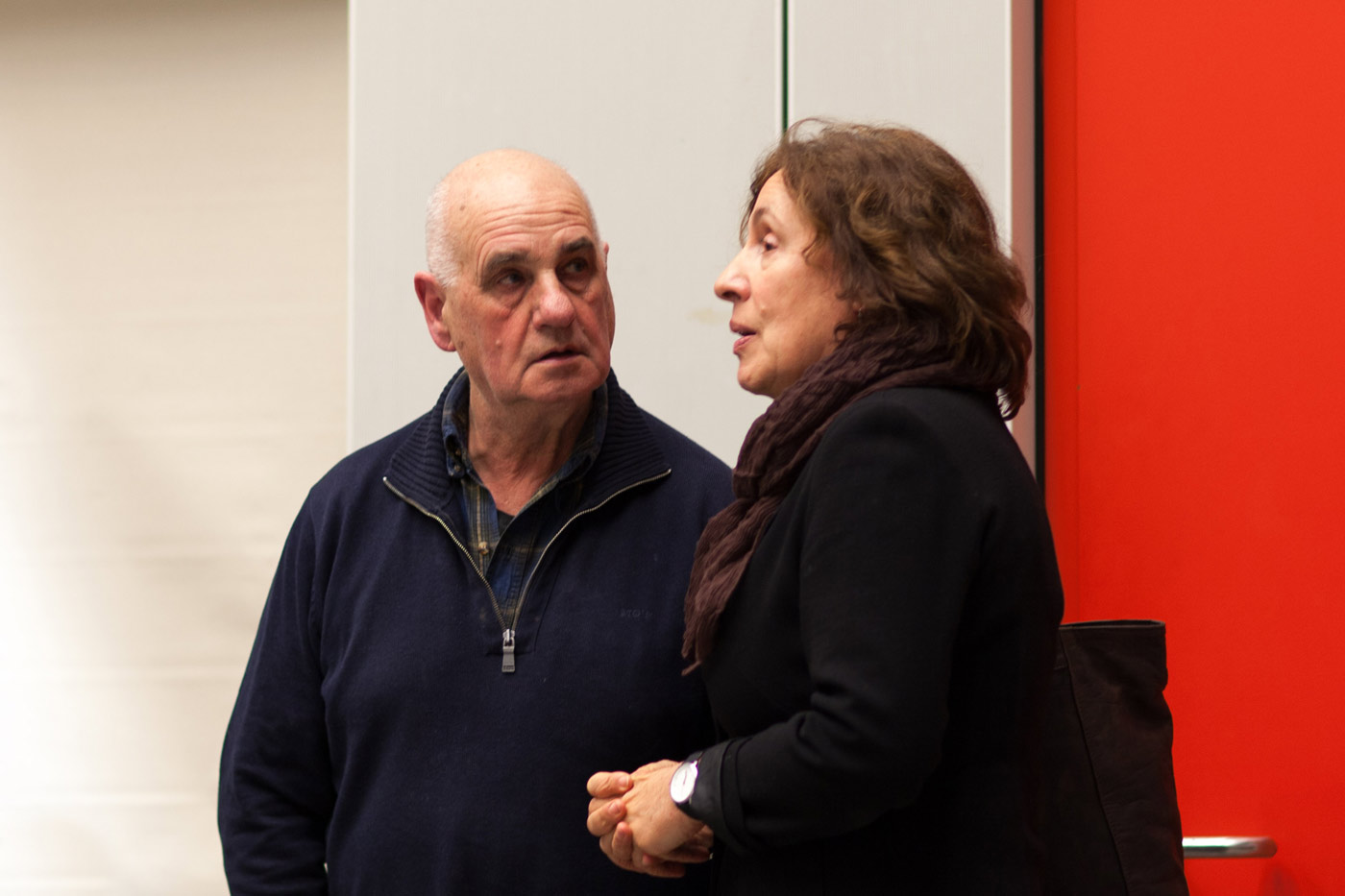
Lothar Trolle mit Elisabeth Panknin (2014)

Lothar Trolle (* 22. Januar 1944 in Brücken; † 31. März 2025 in Berlin) war ein deutscher Dramatiker, Erzähler, Lyriker, Hörspielautor und Übersetzer.

## Leben
Nach seinem Abitur im Jahr 1963 machte Lothar Trolle eine Ausbildung als Handelskaufmann und arbeitete danach zeitweise als Transportarbeiter und Bühnentechniker am Deutschen Theater Berlin. Er studierte von 1966 bis 1970 Philosophie bei Wolfgang Heise an der Humboldt-Universität Berlin. Seitdem lebt er als freischaffender Autor. In den Jahren von 1983 bis 1987 gab er im Selbstverlag zusammen mit Uwe Kolbe und Bernd Wagner die Literaturzeitschrift Mikado heraus. 1991 wurde er von Peter Eschberg als Hausautor an das Schauspiel Frankfurt berufen. Den Durchbruch erlebte Lothar Trolle, als Frank Castorf 1992 sein zwei Jahre zuvor entstandenes Stück Hermes in der Stadt am Deutschen Theater Berlin inszenierte. Von 1994 bis 1999 war er Hausautor am Berliner Ensemble. 1978 und 1991 erhielt er den Kinderhörspielpreis von Terre des Hommes, 1998 den Hörspielpreis der Akademie der Künste und wurde 2007 der 26. Stadtschreiber zu Rheinsberg. Lothar Trolle war Mitglied im PEN-Zentrum Deutschland.
Seit 2019 war Lothar Trolle Mitglied der Akademie der Künste (Berlin).
Lothar Trolle war zweifacher Vater und lebte in Berlin. Dort starb er am 31. März 2025 im Alter von 81 Jahren.

## Dramen
Die Stücke Lothar Trolles verlangen dem Publikum einiges ab, sie sind sowohl inhaltlich als auch sprachlich kompliziert. Das Kritische Lexikon zur deutschsprachigen Gegenwartsliteratur schreibt dazu: „Formauflösung, Beseitigung gängiger Dramenmuster wie Dialog oder Finalspannung, Spiel und Gegenspiel bis hin zur Figurenauflösung in den avanciertesten Fällen bilden den Kern der trolleschen Dramatik, die im klassisch avantgardistischen Sinne auf die grundsätzliche Veränderung der szenischen Form setzt.“
Kennzeichnend für den Autor ist, dass er seine Dramen als work in progress versteht, sie immer wieder anders zusammensetzt, indem er Szenen aus dem einen in ein anderes Stück verpflanzt und den Stücken neue Titel gibt. Thematisch kreisen Trolles Arbeiten um Faschismus und Widerstand, um surreal gestaltete Alltagsdarstellungen, um alttestamentliche Endzeitbilder sowie dadaistische Kasperle-Stücke.

### Hermes in der Stadt
Hermes in der Stadt ist das Stück Trolles, das große Resonanz fand und mit dem er bekannt wurde. Frank Castorf inszenierte es 1992 am Deutschen Theater Berlin; es folgten Aufführungen auf weiteren deutschen Bühnen, so 1993 an den Freien Kammerspielen Magdeburg in der Regie von Wolf Bunge, 1998 am Deutschen Schauspielhaus Hamburg unter Dimiter Gotscheff und 2004 in den Kammerspielen München unter Laurent Chétouane. In diesem Großstadtmilieu-Stück, das auch in der Pariser Banlieue oder einem Vorort von Rio spielen könnte, verwertete Trolle zum Teil real geschehene Verbrechen aus Berlin-Marzahn. In vier Szenen geht es über Mord, Vergewaltigung, Kindesentführung und Raub. Kinder verführen andere per Telefon zum Suizid. Trolle verschränkt den Mythos von Hermes, dem „Gott der Diebe und Händler mit der scheinbar ideologielosen, postindustriellen Stadtgesellschaft. Hermes zeigt sich als Leitfigur der herrschenden Ideologie: Wo Aas ist, sammeln sich die Geier! / Besser, / andere balbieren als selbst balbiert zu / werden!“ Castorf nannte das Stück „eine Großstadt-Sinfonie“ und sagte darüber anlässlich der Uraufführung: „Man merkt, wie viel Eruption schon damals in der DDR unter dieser Haut der Langeweile brodelte.“

### Jozia
In Jozia, dem 1988 im Schweriner Staatstheater uraufgeführten Stück, das bereits im Jahr zuvor mit dem Deutschen Kinderhörspielpreis von „Terre des Hommes“ ausgezeichnet wurde, stammt die Hauptfigur aus Anna Seghers 1951 entstandenen Erzählung „Die Tochter der Delegierten“. In diesem Drama wartet das dreizehnjährige Mädchen auf die Rückkehr ihrer Mutter, die sich illegal auf einem Gewerkschaftskongress in der Sowjetunion aufhält. Die Vorhänge sind verschlossen, denn niemand darf erfahren, dass die Wohnung bewohnt ist. Jozia ist allein, hat nur noch ein Stück Brot, die Zeit steht still und ihre Einsamkeit ist quälend. Diese Grundsituation – das sinnlose Sitzen in der Wohnung – taucht auch in Trolles 1991 uraufgeführtem Monolog Ein Vormittag in der Freiheit auf.

## Werke

### Bücher
- Heimatland. Texte 1. Mit einem Nachwort von Jan Hein. Hrsg.: Jan Hein. Spector Books, Leipzig 2024, ISBN 978-3-95905-637-3.
- Geschichtsunterricht. Texte 2. Mit einem Nachwort von Barbara Honigmann. Hrsg.: Jan Hein. Spector Books, Leipzig 2024, ISBN 978-3-95905-814-8.
- Nach der Sintflut. Gesammelte Werke. Henschel-Schauspiel-Theaterverlag / Alexander-Verlag, Berlin 2007, ISBN 978-3-89581-166-1.
- Berlin fin du monde. Edition Théâtrales, Paris 1998, ISBN 2-84260-022-3 (französisch).
- Nach dem Besuch eines Toten. Ludewig, Berlin 1997, ISBN 3-9805851-1-5.
- Die Baugrube. Alexander-Verlag, Berlin 1996, ISBN 3-923854-63-3.
- Das Prinzenmärchen. Dronte, Berlin 1996, DNB 947268731.
- Die 81 Minuten des Fräulein A. (Annas zweite Erschaffung der Welt). BasisDruck, Berlin 1995, ISBN 3-86163-076-1.
- Das Klassenfenster. Dramolette, Prosa und anderes. Frisinga, Freising 1991, ISBN 3-88841-036-3 (mit Zeichnungen von Horst Hussel).
- Hermes in der Stadt. Stücke. Henschel, Berlin 1991, ISBN 3-362-00550-0.

### Theaterstücke
| Titel                                                                                            | Uraufführung           | Ort         | Jahr | Regie           |
| ------------------------------------------------------------------------------------------------ | ---------------------- | ----------- | ---- | --------------- |
| Torsten                                                                                          | Theater Aggregate      | Halle/Saale | 2019 | Silvio Beck     |
| K.O. nach zwölf Runden                                                                           | Mainfranken Theater    | Würzburg    | 2014 | Sascha Bunge    |
| Sie leben! Sie leben! Sie leben noch immer!                                                      | Theater an der Parkaue | Berlin      | 2013 | Sascha Bunge    |
| Leuchte Berlin, Leuchte!                                                                         | Theater an der Parkaue | Berlin      | 2010 | Sascha Bunge    |
| Das Hildebrandslied                                                                              | Theater an der Parkaue | Berlin      | 2006 | Sascha Bunge    |
| Weiß auf Weiß                                                                                    | Stadttheater Konstanz  | Konstanz    | 2005 | Wolfram Apprich |
| Märkische Pastorale                                                                              | Theater Senftenberg    | Senftenberg | 2004 | Sascha Bunge    |
| Der fliehende Bulle von P.                                                                       | Theaterdiscounter      | Berlin      | 2003 | Wolfram Apprich |
| Die Baugrube (nach A. Platonow)                                                                  | Berliner Ensemble      | Berlin      | 1996 | Armin Petras    |
| Die Heimarbeiterin                                                                               | Berliner Ensemble      | Berlin      | 1996 | Wera Herzberg   |
| Die Stunde des Herrn                                                                             | Volkstheater Rostock   | Rostock     | 1993 | Irene Hoffmann  |
| Lizzi oder Manage frei für eine ältere Dame                                                      | Deutsches Theater      | Berlin      | 1993 | Tatjana Rese    |
| Hermes in der Stadt                                                                              | Deutsches Theater      | Berlin      | 1992 | Frank Castorf   |
| Ein Vormittag in der Freiheit oder Sie gestatten, Lehmann, vorn mit l und hinten mit n wie Lenin | Freie Kammerspiele     | Magdeburg   | 1991 | Wolf Bunge      |
| Barackenbewohner                                                                                 | Theater unterm Dach    | Berlin      | 1990 | Wera Herzberg   |
| Jozia, die Tochter der Delegierten                                                               | Staatstheater Schwerin | Schwerin    | 1988 | Thomas Valentin |
| PapaMama / 34 Sätze über eine Frau                                                               | Theater Gera           | Gera        | 1986 | Wolf Bunge      |

### Hörspiele
- 1986 Jozia, die Tochter der Delegierten oder Die Heilige Johanna in der Wohnküche nach einer Erzählung von Anna Seghers, Regie: Karlheinz Liefers (DDR)
- 1989: Einer sitzt auf dem Sofa und sucht seinen Traum, Regie: Otto Düben (SDR)
- 1991: Ein Vormittag in der Freiheit oder Sie gestatten, Lehmann vorn mit L wie Lenin, Regie: Karlheinz Liefers (Funkhaus Berlin)
- 1991: Das Dreivierteljahr des David Rubinowitz oder Requiem auf einen Jungen der nicht Radfahren lernte, Regie: Karlheinz Liefers (Funkhaus Berlin/HR) (Terre des Hommes-Kinderhörspielpreis)
- 1992: Wstawate, Lizzy, wstawate oder Manege frei für eine ältere Dame, Regie: Karlheinz Liefers (DS Kultur/SFB)
- 1994: Sie zu dritt unterm Apfelbaum, Regie: Ulrich Gerhardt (DLR/DRS)
- 1995: Belo-Russische Anthologie, Regie: Ulrich Gerhardt (DLR)
- 1997: Gott flaniert, Regie: Klaus Buhlert (DLF/DRS)
- 1997: Annas zweite Erschaffung der Welt oder Die 81 Minuten des Fräulein A., Regie: Jörg Jannings (SDR/DLR), (Hörspiel des Monats, Hörspielpreis der Akademie der Künste)
- 1999: Der Herbst der R. L., Regie: Ulrich Gerhardt (DLF/SWR)
- 2007: Stern über Marzahn, Regie: Klaus Buhlert (DLF)
- 2010: Hans (im Glück), Regie: Götz Naleppa (RBB)
- 2013: Judith, Regie: Walter Adler (DLF)
- 2015: Dshan, nach Motiven des Romans von Andrei Platonow in der Übersetzung von Alfred Frank, Regie: Walter Adler (SWR), Hörspiel des Jahres 2015
- 2017: Epitaph für Sally Epstein – Regie: Wolfgang Rindfleisch (Hörspiel – RBB)

### Übersetzungen
- Vítězslav Nezval: Depesche. Aus dem Tschechischen. Ludewig, Berlin 2000
- Vítězslav Nezval / Karel Teige: Depesche auf Rädern. Theatertexte 1922–1927. BasisDruck, Berlin 2001